# Campionato Italiano Turismo Endurance 2014
La stagione 2014 del Campionato Italiano Turismo Endurance (CITE) è stata la settima edizione del campionato organizzato dall'ACI. È iniziata il 13 aprile a Franciacorta ed è terminata il 12 ottobre al Imola.

## Piloti e scuderie
| Classe Super Production | Classe Super Production | Classe Super Production | Classe Super Production | Classe Super Production |
| Scuderia                | Vettura                 | #                       | Pilota                  | Gare                    |
| ----------------------- | ----------------------- | ----------------------- | ----------------------- | ----------------------- |
| DTM Motorsport          | SEAT León Supercopa     | 1                       | Giancarlo Busnelli      | 1-7                     |
| DTM Motorsport          | SEAT León Supercopa     | 1                       | Giacomo Barri           | 1                       |
| DTM Motorsport          | SEAT León Supercopa     | 1                       | Luigi Moccia            | 2-7                     |
| MM Motorsport           | SEAT León Supercopa     | 2                       | Luigi Bamonte           | 1, 3-4                  |
| MM Motorsport           | SEAT León Supercopa     | 2                       | Emanuele Alborghetti    | 1                       |
| MM Motorsport           | SEAT León Cup Racer     | 42                      | Enrico Bettera          | 4                       |
| NOS Racing              | SEAT León Supercopa     | 3                       | Massimiliano Chini      | 1, 3-5                  |
| NOS Racing              | SEAT León Supercopa     | 3                       | Nello Nataloni          | 1, 3                    |
| NOS Racing              | SEAT León Supercopa     | 3                       | Marcello Gunnella       | 4                       |
| PAI Tecnosport          | SEAT León Supercopa     | 5                       | Vincenzo Montalbano     | 1-3, 5-7                |
| PAI Tecnosport          | SEAT León Supercopa     | 5                       | Federico Gibbin         | 1-3                     |
| PAI Tecnosport          | SEAT León Supercopa     | 5                       | Imerio Brigliadori      | 6                       |
| PAI Tecnosport          | SEAT León Supercopa     | 5                       | Filippo Vita            | 7                       |
| Target Competition      | SEAT León Supercopa     | 6                       | Gabriel Prinoth         | 1                       |
| Target Competition      | SEAT León Supercopa     | 6                       | Peter Eisburger         | 1                       |
| Target Competition      | SEAT León Cup Racer     | 18                      | Gabriel Prinoth         | 3                       |
| Target Competition      | SEAT León Cup Racer     | 18                      | Lorenzo Veglia          | 3                       |
| Target Competition      | SEAT León Cup Racer     | 18                      | Andrea Mosca            | 4-5                     |
| Costa Ovest             | SEAT León Supercopa     | 7                       | Andrea Argenti          | 2                       |
| TJEmme                  | SEAT León Supercopa     | 11                      | Sacha Tempesta          | 1                       |
| TJEmme                  | SEAT León Supercopa     | 12                      | Matteo Zangari          | 1-2, 4-5, 7             |
| TJEmme                  | SEAT León Supercopa     | 12                      | Federico Zangari        | 1-2, 4-5, 7             |
| Dinamic Motorsport      | SEAT León Cup Racer     | 14                      | Mauro Trentin           | 2-4                     |
| Dinamic Motorsport      | SEAT León Cup Racer     | 14                      | Marco Pellegrini        | 3                       |
| Dinamic Motorsport      | SEAT León Cup Racer     | 14                      | Niccolò Mercatali       | 4                       |
| Dinamic Motorsport      | SEAT León Cup Racer     | 15                      | Piero Foglio            | 2                       |
| Dinamic Motorsport      | SEAT León Cup Racer     | 15                      | Alessandro Bonacini     | 2                       |
| Dinamic Motorsport      | SEAT León Cup Racer     | 16                      | Marco Pellegrini        | 2                       |
| 2T Course & Reglage     | Peugeot RCZ             | 16                      | Lorenzo Facchinetti     | 1                       |
| 2T Course & Reglage     | Peugeot RCZ             | 16                      | Alessandro Baccani      | 1                       |
| 2T Course & Reglage     | Peugeot RCZ             | 27                      | Massimo Arduini         | 2, 4                    |
| 2T Course & Reglage     | Peugeot RCZ             | 27                      | Paolo Pirovano          | 2                       |
| 2T Course & Reglage     | Peugeot RCZ             | 27                      | Alberto Bergamaschi     | 3                       |
| 2T Course & Reglage     | Peugeot RCZ             | 27                      | Roberto Gurian          | 3                       |
| 2T Course & Reglage     | Peugeot RCZ             | 27                      | Luca Filippi            | 4                       |
| 2T Course & Reglage     | Peugeot RCZ             | 27                      | Giovanni Lopes          | 5                       |
| 2T Course & Reglage     | Peugeot RCZ             | 27                      | Lorenzo Baroni          | 5                       |
| 2T Course & Reglage     | Peugeot RCZ             | 27                      | Dario Pennica           | 6                       |
| 2T Course & Reglage     | Peugeot RCZ             | 27                      | Gianluca Mauriello      | 6                       |
| 2T Course & Reglage     | Peugeot RCZ             | 27                      | Albero Sabbatini        | 7                       |
| 2T Course & Reglage     | Peugeot RCZ             | 27                      | Vicky Piria             | 7                       |
| 2T Course & Reglage     | Peugeot RCZ             | 51                      | Alberto Perucca Orfei   | 2-5, 7                  |
| 2T Course & Reglage     | Peugeot RCZ             | 51                      | Andrea Brambilla        | 3                       |
| 2T Course & Reglage     | Peugeot RCZ             | 51                      | Roberto Borroni         | 4                       |
| 2T Course & Reglage     | Peugeot RCZ             | 51                      | Riccardo Ponzio         | 5, 7                    |
| W&D Racing Team         | BMW M3 (E46)            | 31                      | Matteo Ferraresi        | 1-5                     |
| W&D Racing Team         | BMW M3 (E46)            | 31                      | Walter Meloni           | 3-5, 7                  |
| W&D Racing Team         | BMW M3 (E46)            | 31                      | Piero Necchi            | 7                       |
| W&D Racing Team         | BMW M3 (E46)            | 32                      | Paolo Meloni            | 1-7                     |
| W&D Racing Team         | BMW M3 (E46)            | 32                      | Massimiliano Tresoldi   | 1-7                     |
| Zerocinque Motorsport   | BMW M3 (E90)            | 33                      | Stefano Valli           | 2, 4                    |
| Zerocinque Motorsport   | BMW M3 (E90)            | 33                      | Alessandro Bernasconi   | 4                       |
| Zerocinque Motorsport   | BMW M3 (E90)            | 33                      | Stefano Gabellini       | 7                       |
| FB Corse                | Alfa Romeo 147 JTD      | 55                      | Franco Barin            | 3                       |
| FB Corse                | Alfa Romeo 147 JTD      | 55                      | Dario Porrini           | 3                       |
| PR Group                | Renault Mégane RS       | 102                     | "Toby"                  | 1, 7                    |
| Classe Super 2000       |                         |                         |                         |                         |
| Scuderia                | Vettura                 | #                       | Pilota                  | Gare                    |
| Pro Motorsport          | BMW 320i                | 201                     | Massimo Zanin           | 1-5                     |
| Pro Motorsport          | BMW 320i                | 202                     | Filippo Maria Zanin     | 1-6, 7                  |
| Pro Motorsport          | BMW 320i                | 202                     | Massimo Zanin           | 7                       |
| ASD Super 2000          | Honda Integra           | 204                     | Camillo Piccin          | 1-2, 4                  |
| ASD Super 2000          | Honda Integra           | 204                     | Rino De Luca            | 1-2, 4                  |
| ASD Super 2000          | Honda Civic             | 205                     | Samuele Piccin          | 1-4                     |
| ASD Super 2000          | Honda Civic             | 205                     | Romy Dell'Antonia       | 1-4                     |
| Autostar Motorsport     | Renault Clio RS         | 207                     | Istvan Minach           | 1-3                     |
| Autostar Motorsport     | Renault Clio RS         | 207                     | Pasquale Notarnicola    | 7                       |
| LRM                     | Renault Clio RS         | 208                     | Raffaele Gurrieri       | 4-6                     |
| Zerocinque Motorsport   | BMW 320i                | 212                     | Alberto Fumagalli       | 1-5, 7                  |
| Zerocinque Motorsport   | BMW 320i                | 212                     | Riccardo Fumagalli      | 1-5, 7                  |

## Calendario
| Gara | Circuito                              | Data         |
| ---- | ------------------------------------- | ------------ |
| 1    | Franciacorta International Circuit    | 13 aprile    |
| 2    | Franciacorta International Circuit    | 13 aprile    |
| 3    | Misano World Circuit Marco Simoncelli | 11 maggio    |
| 4    | Misano World Circuit Marco Simoncelli | 11 maggio    |
| 5    | Autodromo nazionale di Monza          | 1º giugno    |
| 6    | Autodromo nazionale di Monza          | 1º giugno    |
| 7    | Autodromo internazionale del Mugello  | 13 luglio    |
| 8    | Autodromo internazionale del Mugello  | 13 luglio    |
| 9    | Autodromo di Vallelunga               | 14 settembre |
| 10   | Autodromo di Vallelunga               | 14 settembre |
| 11   | Autodromo di Pergusa                  | 28 settembre |
| 12   | Autodromo di Pergusa                  | 28 settembre |
| 13   | Autodromo Enzo e Dino Ferrari         | 12 ottobre   |
| 14   | Autodromo Enzo e Dino Ferrari         | 12 ottobre   |

## Risultati e classifiche

### Gare
| Gara | Circuito     | Pole position                      | Giro veloce                            | Pilota vincitore                   |
| ---- | ------------ | ---------------------------------- | -------------------------------------- | ---------------------------------- |
| 1    | Franciacorta | Matteo Ferraresi                   | Matteo Ferraresi                       | Matteo Ferraresi                   |
| 2    | Franciacorta |                                    | Matteo Ferraresi                       | Matteo Ferraresi                   |
| 3    | Misano       | Paolo Meloni Massimiliano Tresoldi | Paolo Meloni Massimiliano Tresoldi     | Marco Pellegrini                   |
| 4    | Misano       |                                    | Paolo Meloni Massimiliano Tresoldi     | Giancarlo Busnelli Luigi Moccia    |
| 5    | Monza        | Giancarlo Busnelli Luigi Moccia    | Giancarlo Busnelli Luigi Moccia        | Giancarlo Busnelli Luigi Moccia    |
| 6    | Monza        |                                    | Paolo Meloni Massimiliano Tresoldi     | Paolo Meloni Massimiliano Tresoldi |
| 7    | Mugello      | Matteo Ferraresi Walter Meloni     | Paolo Meloni Massimiliano Tresoldi     | Giancarlo Busnelli Luigi Moccia    |
| 8    | Mugello      |                                    | Matteo Ferraresi Walter Meloni         | Giancarlo Busnelli Luigi Moccia    |
| 9    | Vallelunga   | Matteo Ferraresi Walter Meloni     | Paolo Meloni Massimiliano Tresoldi     | Paolo Meloni Massimiliano Tresoldi |
| 10   | Vallelunga   |                                    | Paolo Meloni Massimiliano Tresoldi     | Paolo Meloni Massimiliano Tresoldi |
| 11   | Pergusa      | Giancarlo Busnelli Luigi Moccia    | Vincenzo Montalbano Imerio Brigliadori | Giancarlo Busnelli Luigi Moccia    |
| 12   | Pergusa      |                                    | Giancarlo Busnelli Luigi Moccia        | Paolo Meloni Massimiliano Tresoldi |
| 13   | Imola        | Paolo Meloni Massimiliano Tresoldi | Paolo Meloni Massimiliano Tresoldi     | Matteo Zangari Federico Zangari    |
| 14   | Imola        |                                    | Paolo Meloni Massimiliano Tresoldi     | Walter Meloni Piero Necchi         |

### Classifiche

#### Classifica Super 2000
| Pos. | Pilota               | FRA | FRA | MIS | MIS | MON | MON | MUG | MUG | VAL | VAL | PER | PER | IMO | IMO | Punti |
| ---- | -------------------- | --- | --- | --- | --- | --- | --- | --- | --- | --- | --- | --- | --- | --- | --- | ----- |
| 1    | Filippo Maria Zanin  | Rit | 1   | 1   | 1   | 1   | 1   | Rit | 1   | 1   | 2   |     |     | 2   | 2   | 185   |
| 2    | Massimo Zanin        | 1   | Rit | 2   | 3   | 2   | 2   | 2   | Rit | 2   | 4   |     |     | 2   | 2   | 145   |
| 3    | Alberto Fumagalli    | 2   | 4   | 5   | 6   | 4   | 3   |     |     | 3   | 3   |     |     | 3   | 1   | 111   |
| 2    | Riccardo Fumagalli   | 2   | 4   | 5   | 6   | 4   | 3   |     |     | 3   | 3   |     |     | 3   | 1   | 111   |
| 3    | Samuele Piccin       | 3   | 3   | 3   | 2   | 3   | Rit | 3   | 3   |     |     |     |     |     |     | 87    |
| 3    | Romy Dell'Antonia    | 3   | 3   | 3   | 2   | 3   | Rit | 3   | 3   |     |     |     |     |     |     | 87    |
| 4    | Raffaele Gurrieri    |     |     |     |     |     |     | Rit | 2   | 4   | 1   | 1   | Rit |     |     | 63    |
| 5    | Istvan Minach        | 4   | 2   | 4   | 4   | 5   | 4   |     |     |     |     |     |     |     |     | 54    |
| 5    | Camillo Piccin       | 5   | 5   | 6   | 5   |     |     | 1   | 4   |     |     |     |     |     |     | 54    |
| 5    | Rino De Luca         | 5   | 5   | 6   | 5   |     |     | 1   | 4   |     |     |     |     |     |     | 54    |
| 6    | Pasquale Notarnicola |     |     |     |     |     |     |     |     |     |     |     |     | 1   | Rit | 20    |
| Pos. | Pilota               | FRA | FRA | MIS | MIS | MON | MON | MUG | MUG | VAL | VAL | PER | PER | IMO | IMO | Punti |

| Colore  | Risultato             |
| ------- | --------------------- |
| Oro     | Vincitore             |
| Argento | 2º posto              |
| Bronzo  | 3º posto              |
| Verde   | Finito a punti        |
| Blu     | Finito senza punti    |
| Viola   | Ritirato (Rit)        |
| Viola   | Non classificato (NC) |
| Rosso   | Non qualificato (NQ)  |
| Nero    | Squalificato (SQ)     |
| Bianco  | Non partito (NP)      |
| Bianco  | Non ha gareggiato     |
| Bianco  | Infortunato (INF)     |
| Bianco  | Escluso (ES)          |
| Bianco  | Gara cancellata (C)   |